# Stadionul Căușeni
Stadionul Căușeni – stadion sportowy w Căușeni, w Mołdawii. Obiekt może pomieścić 1500 widzów. Swoje spotkania rozgrywają na nim piłkarze klubu Sinteza Căușeni.